# Bathygobius mystacium
Bathygobius mystacium är en fiskart som beskrevs av Ginsburg, 1947. Bathygobius mystacium ingår i släktet Bathygobius och familjen smörbultsfiskar. Inga underarter finns listade.